# Арчер Лоџ (Северна Каролина)
Арчер Лоџ (енгл. Archer Lodge) град је у америчкој савезној држави Северна Каролина.

## Демографија
По попису из 2010. године број становника је 4.292.
| Група             | 2000.    | 2010.         |
| Белци             | 0 (0,0%) | 3.300 (76,9%) |
| Афроамериканци    | 0 (0,0%) | 378 (8,8%)    |
| Азијати           | 0 (0,0%) | 12 (0,3%)     |
| Хиспаноамериканци | 0 (0,0%) | 522 (12,2%)   |
| Укупно            | 0        | 4.292         |